# Baie Mackenzie
La baie Mackenzie (anglais : Mackenzie Bay) est située en Mer de Beaufort dans l'Océan Arctique, au nord du Canada.

## Géographie

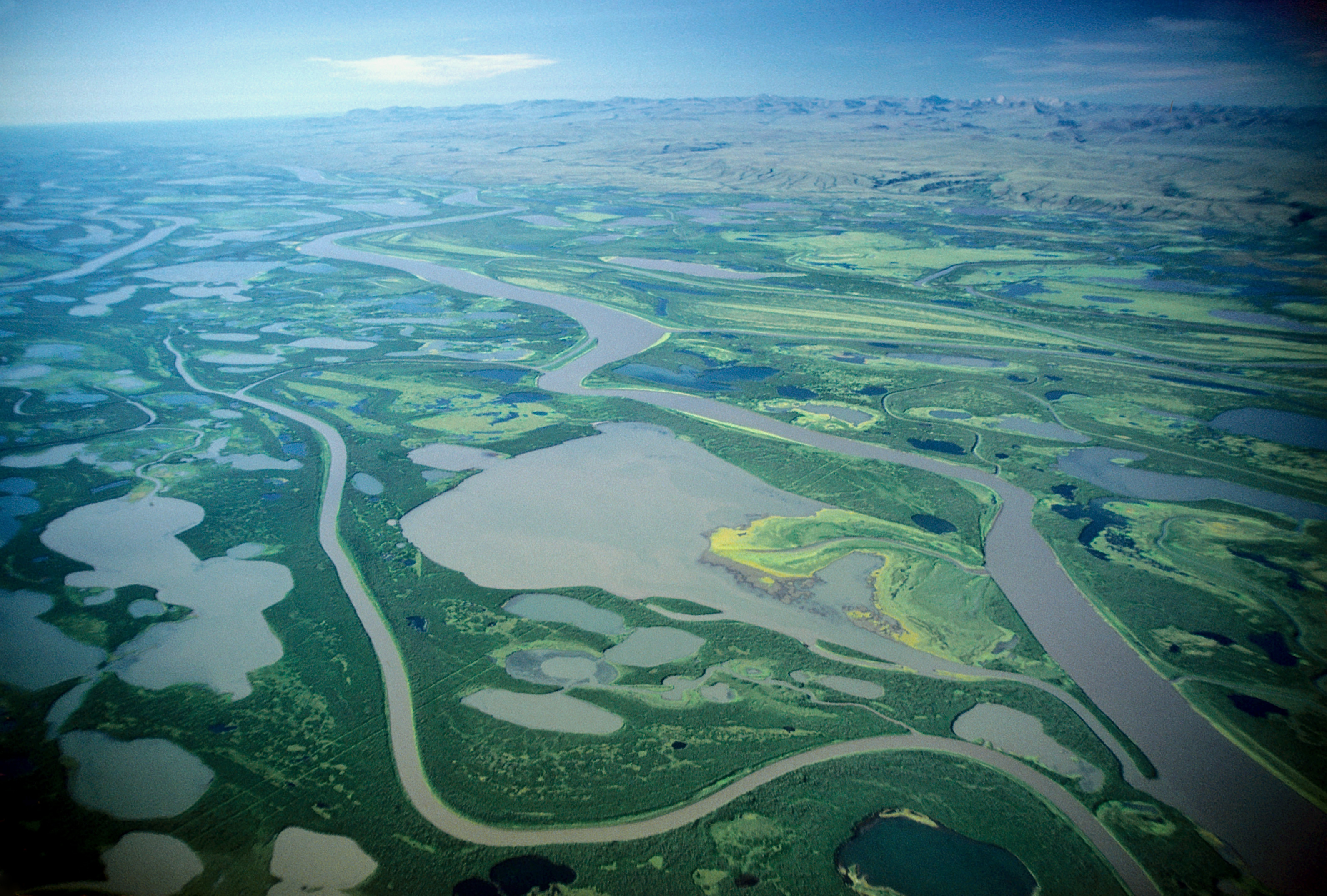
Vue aérienne (1987) du delta du fleuve Mackenzie, situé à environ 120 km à l'ouest de la ville d'Inuvik. Ce delta ouvre sur la Mer de Beaufort dans l'Océan arctique. Depuis les années 1980, le pergélisol peu profond se réchauffe de 0,3 à 0,6 °C par décennie dans le centre et le nord de la région du Mackenzie, contribuant à une hausse importante des rejets de CH4 et de CO2 dans les chenaux du Delta

La baie est délimitée par le delta du fleuve Mackenzie à l'Est. Elle est délimitée à l'Ouest par l'île Herschel.
C'est l'un des endroits où les émissions de méthane des zones humides sont en augmentation et jugées préoccupantes pour le climat planétaire[réf. souhaitée].